# Jednostka geologiczna
Jednostka geologiczna – w geologii regionalnej fragment skorupy ziemskiej wykazujący pewien stopień wewnętrznej jedności wynikający z budowy geologicznej i historii, wyróżniający się od sąsiednich, często oddzielony wyraźnymi uskokami.
Wielkie jednostki – płyty tektoniczne, kratony, platformy, łańcuchy górskie (pasma orogeniczne) – dzielą się na mniejsze, a te na jeszcze mniejsze.
Regionalizacja geologiczna nie jest tak zaawansowana jak regionalizacja fizycznogeograficzna.